# Kristolyn Lloyd
Kristolyn Lloyd (Houston, 11 gennaio 1985) è un'attrice statunitense.
Kristolyn Lloyd è nata e cresciuta a Houston, in Texas. I suoi genitori sono Kenneth e Lillie Lloyd, e ha due fratelli, Markus e Jeremy. Kristolyn ha frequentato l'Università Carnegie Mellon e ha ricevuto una laurea nel dramma. È apparsa in un episodio di E.R. - Medici in prima linea nel 2009, mentre dal 2010 al 2013 e si è unita a Beautiful, dove ha interpretato Dayzee Leigh.

## Televisione
- E.R. - Medici in prima linea, Telefilm, 1 episodio (2009)
- Beautiful, Soap opera, Ruolo: Dayzee Leigh (2010-2013)